# Canaux parisiens

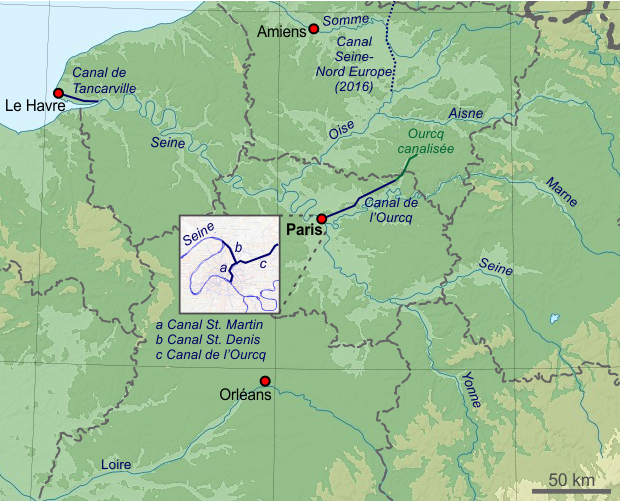
Plan des canaux de Paris et du Bassin parisien.

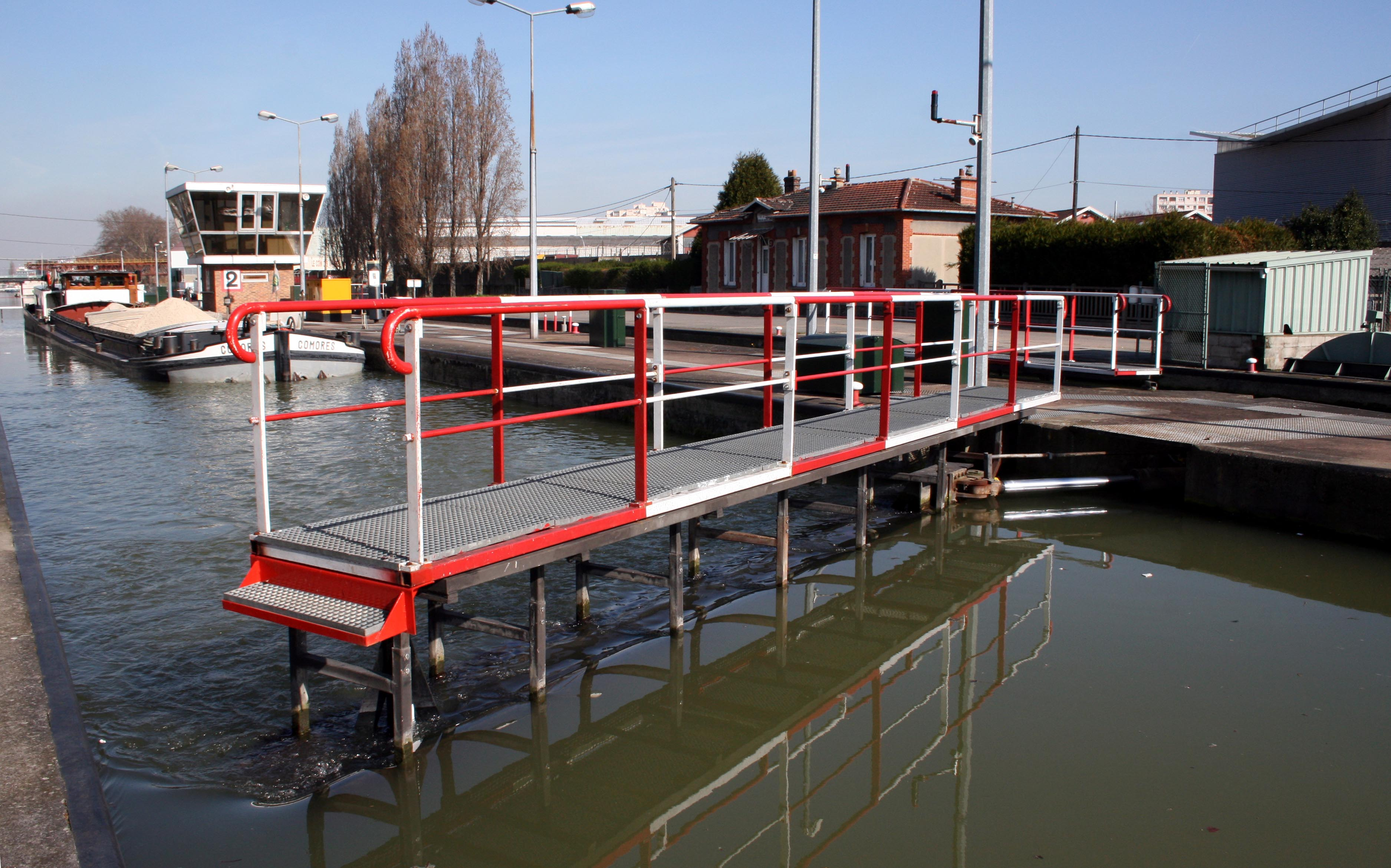
L'écluse no 2 du canal Saint-Denis.

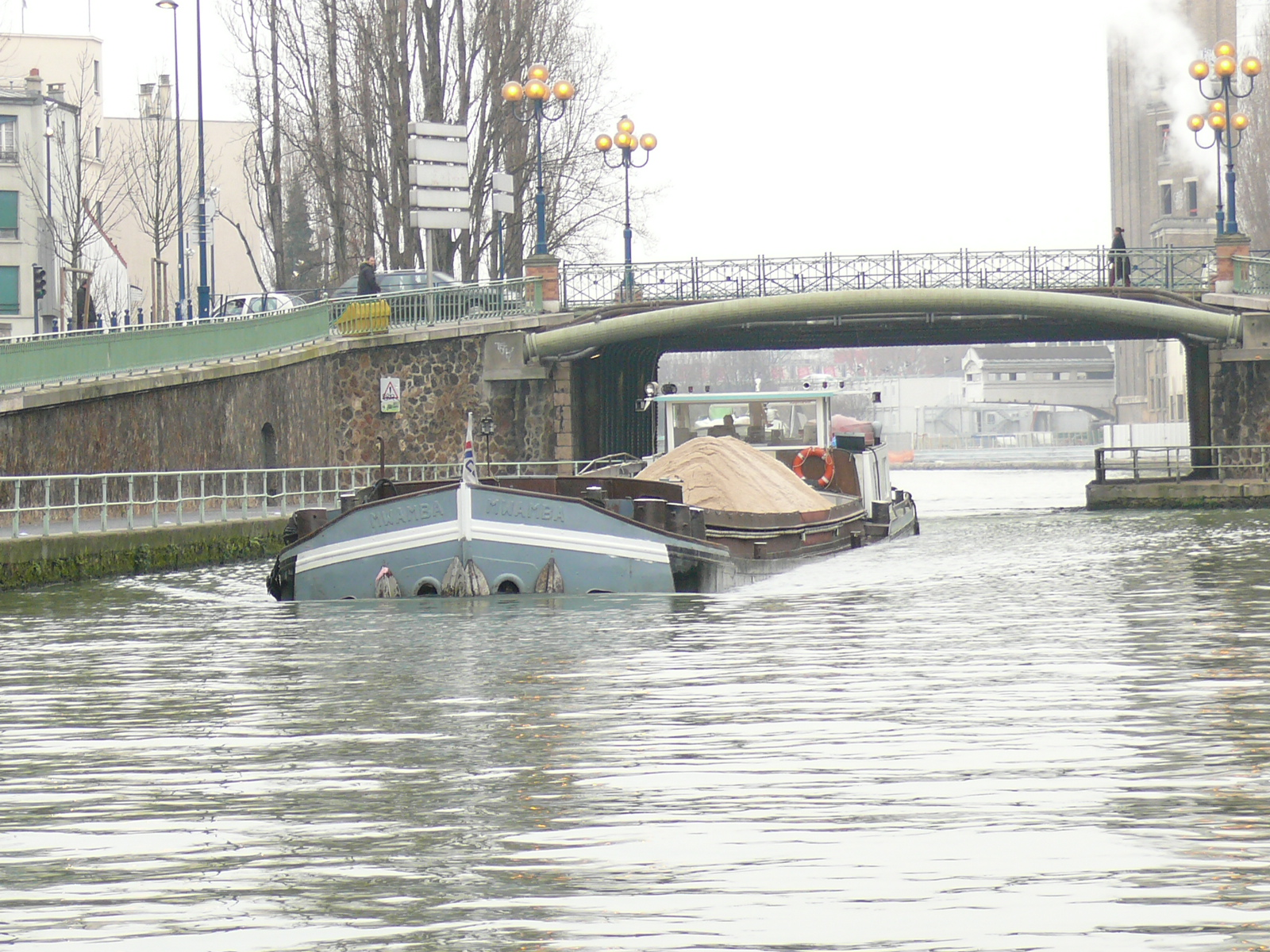
Un automoteur de canal au pont de la Mairie de Pantin. Il est chargé à près de 350 tonnes.

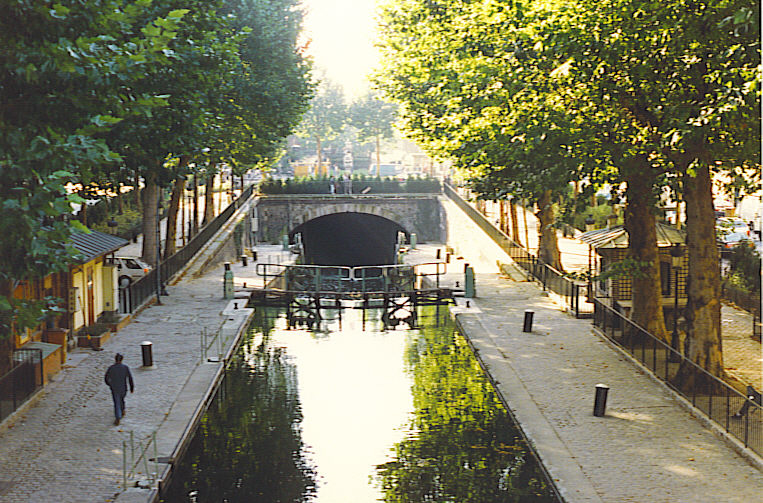
Écluse et entrée nord de tunnel sur le canal Saint-Martin.

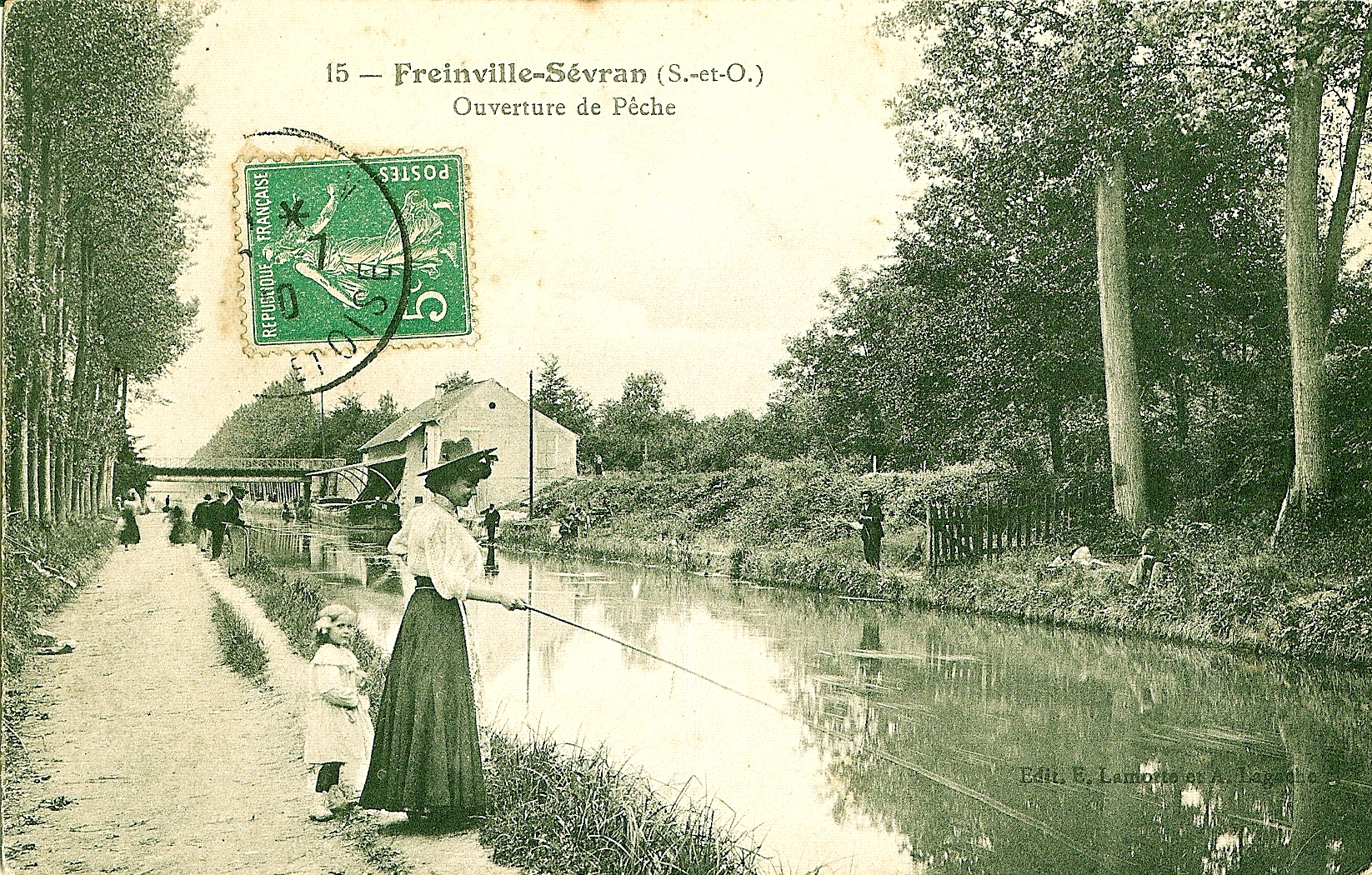
Sevran : Pêcheurs du dimanche au début du XXe siècle sur le canal de l'Ourcq.

Les canaux parisiens constituent un réseau de canaux situé à Paris et aux alentours, en France, qui s'étend sur 130 km de voies d'eau, et comprend de nombreux ouvrages techniques tels qu'écluses, ouvrages d'art et usines de pompage de l'eau.
Ce réseau a été réalisé par la Ville de Paris, en application d'un décret du 29 floréal an X (19 mai 1802) du Premier consul Napoléon Bonaparte, afin d'alimenter Paris en eau potable et de faciliter le transport de marchandises et de personnes. Il est progressivement inauguré au cours des années 1820. Depuis 1962 la majeure partie du canal de l'Ourcq n'est plus utilisée pour le transport des marchandises et la longueur du réseau accessible aux péniches est limitée à 22 kilomètres.

## Caractéristiques
Le réseau est la propriété de la ville de Paris, qui le gère et en assure l'entretien. Il n'est pas intégralement situé dans les limites de la commune de Paris, mais s'étend sur plusieurs départements (outre Paris, la Seine-Saint-Denis, la Seine-et-Marne, l'Oise et l'Aisne) et deux régions (l'Île-de-France et les Hauts-de-France).
Les voies suivantes font partie du réseau :
- le canal Saint-Martin (4,5 km), intégralement situé à Paris (Xe et XIe arrondissements), qui relie le bassin de la Villette au bassin de l'Arsenal, et ensuite à la Seine ;
- le canal Saint-Denis (6,6 km), qui relie le bassin de la Villette à Saint-Denis, en Seine-Saint-Denis ;
- le canal de l'Ourcq (97 km), qui relie le bassin de la Villette à Mareuil-sur-Ourcq, dans l'Oise ; seuls les 11 premiers kilomètres, entre le bassin de la Villette et Aulnay-sous-Bois, sont accessibles aux péniches du commerce ;
- l'Ourcq, sur 10 km entièrement canalisés en amont de Mareuil-sur-Ourcq ;
- plusieurs petites rivières qui alimentent en partie le canal de l'Ourcq :
  - la Gergogne et la Grivette (ou Collinance), affluents de l'Ourcq dans l'Oise et la Seine-et-Marne ;
  - la Beuvronne et la Thérouanne, affluents de la Marne en Seine-et-Marne ;
- le petit canal du Clignon (2 km), qui relie le canal de l'Ourcq au Clignon, entre Neufchelles dans l'Oise et Montigny-l'Allier dans l'Aisne et passe au-dessus de l'Ourcq au moyen d'un pont-canal.